# L'Observateur catholique
L’Observateur catholique est un journal d'inspiration janséniste et gallicane ayant paru entre 1854 et 1864. 
De parution bimensuelle, cette revue est éditée à Paris et en grande partie  financée par un janséniste fortuné, Martiel Parent-Duchâtelet. 
Elle regroupe d'anciens rédacteurs de la Revue ecclésiastique comme Ambroise Guélon ou Emery Poulain, rejoints rapidement par l'abbé Wladimir Guettée. La majorité des rédacteurs sont membres de la Société de Port-Royal. 
L’Observateur catholique se fait connaître essentiellement par ses polémiques contre L'Univers de Louis Veuillot. En effet, il défend un point de vue hostile à l'ultramontanisme et aux évolutions de l'Église de son temps, notamment vis-à-vis de la montée du culte marial, qu'il qualifie de « mariolâtrie ». 
Il lutte également contre le rationalisme et le protestantisme. 
Les premiers numéros ne parlent pas de Port-Royal des Champs ou du jansénisme. Cette thématique apparaît et devient centrale surtout à partir de 1856. En effet, l'abbé Lavigerie donne alors à la Faculté de théologie de Paris un cours censé durer deux années, sur Port-Royal et le jansénisme. Connaissant ses opinions, l’Observateur catholique annonce tout de suite qu'il va suivre avec attention son cours pour en déceler les failles.
C'est effectivement ce qui se produit. À force d'acharnement, alors que chaque cours est disséqué et réfuté dans la revue, l'abbé Lavigerie abandonne son cours.
Après la mort de Parent-Duchatelet en 1863, les dissensions s'affirment entre les principaux rédacteurs de la revue et l'abbé Guettée, qui finit par rejoindre l'Église orthodoxe en 1864. L’Observateur catholique cesse de paraître en 1864.

## Sources
- Augustin Gazier, Histoire générale du mouvement janséniste depuis ses origines jusqu'à nos jours, tome 2, chapitre XXVIII, Paris, Honoré Champion 1924.